# Hajo Thermann
Hajo Thermann ist ein deutscher orthopädischer Chirurg. Er war bis zum 31. Dezember 2024 Ärztlicher Direktor der ATOS Klinik Heidelberg und ist seit diesem Zeitpunkt im Ruhestand.

## Werdegang
Thermann absolvierte seine Ausbildung an der Medizinischen Hochschule Hannover bei Harald Tscherne. Die Rotation für den Facharzt für Chirurgie absolvierte er bei Rudolf Pichlmayr (Abdominalchirurgie) und Hans Georg Borst (Herz-/Thorax-/Gefäßchirurgie).
Von 1998 bis Ende 2024 war Thermann in der ATOS-Klinik als Knie- und Fußspezialist tätig. Von 2010 bis Ende 2024 war er der ärztliche Direktor. Er inaugurierte 1990 mit einem Spezialschuh die konservativ-funktionelle Behandlung der Achillessehnenruptur, die in einer habil. Arbeit experimentell und klinisch-wissenschaftlich erfolgreich belegt wurde.
Im Jahr 2007 inaugurierte Thermann eine neue Technik der endoskopischen Chirurgie der Achillessehne mit der Behandlung der Midportion-Tendinopathie. Im weiteren Verlauf wurde die endoskopische Technik auf jede Achillessehnenpathologie, inkl. Infekt und großer Sehnenverluste, erweitert. Ein weiterer Schwerpunkt ist die Knorpelrekonstruktion am Fuß und am Sprunggelenk. Thermann führte die rein arthroskopische Behandlung von schweren bipolaren Knorpelläsionen ein. Zusätzlich wurden von ihm neue Osteotomietechniken am Sprunggelenk (biplanare Osteotomie) eingeführt.
Thermann ist Ehrenmitglied verschiedener Fuß- und Sprunggelenksgesellschaften sowie Ehren-Professor in Peking und Chongqing.

## Publikationen
- Die funktionelle Behandlung der frischen Achillessehnenruptur. Berlin: Springer 1996. ISBN 978-3-540-59068-2
- Neue Techniken Fußchirurgie. Berlin: Springer
- Engl.: New Techniques in Foot and Ankle. Berlin: Springer